# Eugène Ducretet
Eugène Adrien Ducretet, (París, 27 de noviembre de 1844 - ibídem, 1915) fue un industrial y científico francés, quien fue el primero en emitir una señal radiofónica en Francia (entre la Torre Eiffel y el Panteón) en 1898. 

## Biografía
Especialista en la construcción de instrumentos de física, en particular en el campo del électromagnetismo, Eugène Ducretet contribuyó activamente al desarrollo de la telegrafía sin hilos. 
Fue nombrado caballero de la Legión de Honor en 1885. 
Fue quien estableció la primera conexión francesa por radio, el 5 de noviembre de 1898, emitiendo señales habladas desde la Torre Eiffel hasta el Panteón (lo que representa aproximadamente una distancia de 4 km).
Había fundado la sociedad Ducretet en 1864, convertida en posteriormente en Ducretet-Roger. Comprada en 1931 por Thomson, pasó a llamarse Ducretet-Thomson, sociedad que comercializará durante mucho tiempo equipos de telegrafía sin hilos, televisores discos musicales distribuidos por las Industrias Musicales y Eléctricas Pathé Marconi de París.
En 1992 se dio su nombre al Réseau Ducretet, una institución dedicada a la formación de vendedores y técnicos de los sectores del electrodoméstico y multimedia.